# مون جونگ اوپ
مون جونگ اوپ (انگلیسی: Moon Jong-up؛ زادهٔ ۶ فوریهٔ ۱۹۹۵) خواننده اهل کره جنوبی است.